# Jacob van de Vivere
Jacob van de Vivere (Gent, 1572 - Amsterdam, 1640), ook genaamd Viverius was een arts en auteur van didactisch en vermakelijk werk.

## Levensloop
Van de Vivere was de zoon van de Gentse graveur-tekenaar, kunst- en glasschilder Jacobus Van de Vivere sr. die als protestant de wijk nam met zijn gezin, eerst naar Middelburg, vervolgens naar Leiden, waar hij zijn beroep verder uitoefende.
Jacob van de Vivere junior ging geneeskunde studeren in Leuven en Leiden, en vervolgde met studies in Parijs en Londen. Hij vestigde zich als arts in Vlissingen. Daar moest hij op last van de baljuw een vrouw bijstaan in haar laatste ogenblikken, omdat er geen bedienaar van de eredienst beschikbaar was. Het ging om een vrouw die haar kind vermoord had en terechtgesteld zou worden. Na zijn huwelijk in 1602 met een 'juffrouw Adriani' verhuisde hij naar Amsterdam, waar hij zich als apotheker vestigde.
Onder zijn Latijnse naam Viverius publiceerde hij vooral didactische en godsdienstige geschriften, maar ook Bijbelstudies, lofzangen, atlassen, alsook een verhaal in rijmen over pestepidemies. In 1612 maakte hij een Latijns grafdicht op de in Amsterdam gestorven Vlaamse cartograaf Jodocus Hondius.
Onder het pseudoniem Philologus Philiatros a Ganda schreef hij Wintersche avonden. Het ging om een zeshonderdtal korte of lange vrolijke verhalen, met een moraliserende bedoeling, over vrijen en trouwen, meest in Zeeland gesitueerd.
J.C.K. schreef over hem: Zijn dicht- of liever rijmtrant is doorgaans hard, stroef en onbeschaafd, en bezit nog veel van het rhetorische zuurdeeg, gelijk, met weinig uitzondering, bij de meeste zijner tijdgenooten. Het verwondert ons niet, dat hij als dichter onopgemerkt is gebleven. Over de Wintersche vertellingen zegde dezelfde auteur dat ze interessant bleven, niet omwille van de dichtkunst, maar voor de vele en belangrijke geschiedkundige bijzonderheden die de auteur er in gaf.

## Publicaties
- Onder het pseudoniem Viverius:
  - De uytspraecke van Anna Uyt Den Hove, die te Brussel om de Sujvere Leere moorddadich is gedolven geweest (...), 1598
  - Verhaal van Godes goedigheyt en barmhertigheyt, in dicht beschreven, 1600
  - Hand-boeck of cort begryp der caerten ende beschryvinghen van alle landen ..., Amsterdam, 1604
  - Vertaling uit het Latijn van Viaticum of Reysgelt van Nathan Chrytraeus, ca. 1605
  - Lusthof van de christelicke ziele, Leiden 1609.
  - Spiegel van de Spaensche tyrannie ende vieringe over het veroveren van de stede Rynberch, 1621
  - Alphonsus d’Este, toneelstuk
- Onder het pseudoniem Philologus Philiatros a Ganda
  - Wintersche Avonden of Nederlandsche Vertellingen: Waar in verscheide vreemdigheden, wonderlikke geschiedenissen, en zeltzame deugden en on-deugden, in deze leste Eeuw voorgevallen, zeer leerzaam en vermaakelik worden verhaald (Amsterdam, Dirck Pietersz. Pers, 1615, meermaals herdrukt)